# 古潭駅
古潭駅（こたんえき）は、北海道釧路市阿寒町布伏内（ふぶしない）にあった、雄別鉄道雄別本線の駅である。同線の廃止とともに廃駅となった。

## 概要
周辺にまとまった集落があるため、当路線開業から半年後に開設された。当初は簡易駅であったが後に一般駅となった。構内に富士製紙向け木材搬出用の貨物駅を別に設置して、大規模に木材を搬出していた時期もあった。
第二次世界大戦後、雄別炭鉱の労働者が暮らす社宅が急増して通勤に使われたほか、阿寒高校最寄り駅として通学生も多く乗車した。現在は廃駅であるが、旧駅前にある布伏内郵便局では蒸気機関車と選炭場を描いた風景印を押している。

## 歴史
- 1923年（大正12年）6月14日：北海炭礦鉄道 の停留所（旅客駅）として開業。
- 1926年（大正15年）12月25日：構内雄別寄りに布伏内仮貨物駅設置。鳥取岐線経由で新富士駅の富士製紙釧路工場へ原木搬出。
- 1933年（昭和8年）：舌辛川まで砂利線敷設。
- 1936年（昭和11年）
  - （時期不明）：当駅西方のシュンク舌辛川上流サルンナイ沢に開坑した栄炭砿より当駅まで馬車鉄道を約6 km敷設して運炭。1943年（昭和18年）頃まで運用か[2]？
  - 11月6日：布伏内仮貨物駅廃止。
- （時期不明）：駅舎移転。山側（東側）から舌辛川側（西側）に移る。
- 1937年（昭和12年）：砂利線廃止。
- 1939年（昭和14年）4月7日：一般駅に昇格。
- 1970年（昭和45年）4月16日：当路線廃止に伴い廃駅。

## 駅構造
1936年（昭和11年）頃までは駅舎は東側にあり、単式ホーム1面1線と駅裏に2本の貨物線を有していたが、その後、駅舎を西側に移転して単式ホームの裏（旧駅舎の位置）にもう1線敷いて島式ホーム1面2線とし、駅舎からホームまでは都合3線を横切る構内踏切で連絡していた。

## 隣の駅
雄別鉄道
雄別本線
阿寒駅 - 古潭駅 - 新雄別駅